# 紫果茶
紫果茶（学名：Camellia purpurea）为山茶科山茶属的植物。其种加词“purpurea”意为“紫色的”。分布在中国大陆的云南等地，生长于海拔1,500米的地区，见于岸边原始林中，目前尚未由人工引种栽培。
现接受名为厚轴茶（Camellia crassicolumna Hung T.Chang, 1981）。